# Його відпустка
«Його відпустка» — радянський телефільм 1981 року, знятий режисером Геннадієм Полокою і Юрієм Дубровіним на кіностудії «Білорусьфільм».

## Сюжет
Телефільм. Цех великого заводу. Робітник-передовик Корабльов встановлює, що причина постійних проблем із виробництвом продукції у неякісних деталях суміжників. Корабльов бере відпустку, їде в інше місто на завод «Червоний луг» і влаштовується на роботу, приховуючи справжній мотив приїзду. Він збирається переналагодити обладнання в цеху, де випускаються деталі його рідного заводу. Молода працівниця заводу Вікторія пропонує йому винайняти кімнату в її будинку. Корабльову дуже подобається ця дівчина, але він дізнається, що Вікторія любить молоду людину на ім'я Гера і дуже переживає через те, що він одружується з іншою. У цей час дружину Корабльова відвідує її колишній кавалер.

## У ролях
- Анатолій Кузнецов — Олександр Макарич Корабльов, бригадир наладчиків, слюсар 7-го розряду
- Олена Аржанік — Вікторія, робоча заводу «Червоний промінь»
- Анна Дубровіна — Вірочка, начальник цеху заводу «Червоний промінь»
- Ніна Розанцева — Галина, дружина Корабльова
- Ігор Ніколаєв — Микита Бобок, наладчик заводу «Червоний промінь»
- Дмитро Матвєєв — Петюня, наладчик заводу «Червоний промінь»
- Володимир Антоник — Гера, коханий Вікторії
- Валентин Букін — Баранов, майстер на мінському заводі
- Олексій Дударєв — Станіслав Іванович
- Геннадій Гарбук — інженер на мінському заводі
- Валентин Бєлохвостик — Федір Іванович, міністр
- Володимир Кудревич — дядько Петя, вахтер на прохідній заводу «Червоний промінь»
- Володимир Грицевський — Семен Петрович, інженер мінського заводу
- Олексій Дідуров — лікар
- Анатолій Гур'єв — приятель Вікторії, офіціант
- Іван Мацкевич — Стьопа, директор заводу «Червоний промінь»
- Ольга Іпполитова — подруга Гери
- Тамара Муженко — робоча заводу «Червоний промінь»
- Регіна Домбровська — робоча заводу «Червоний промінь»
- Володимир Свєтлов — Володимир Петрович, технолог на заводі «Червоний промінь»
- Ростислав Шмирьов — Василь, начальник відділу кадрів заводу «Червоний промінь»
- Костянтин Сенкевич — замовник
- Вадим Горлов — епізод
- Володимир Герасимов — майстер мінського заводу
- Олександр Кашперов — відвідувач ресторану
- Галина Кухальська — епізод
- Нінель Жуковська — робоча заводу «Червоний промінь»
- Анатолій Чарноцький — епізод

## Знімальна група
- Режисери — Геннадій Полока, Юрій Дубровін
- Сценарист — Олена Каплінська
- Оператори — Анатолій Зубрицький, Леонід Пекарський
- Композитор — Володимир Кондрусевич
- Художники — Юрій Альбицький, Володимир Чернишов